# معركة البطنجة
معركة بطنجة هي أحد معارك الاحتلال البريطاني على العراق وحدثت في منطقة بطنجة في ذي قار في شهر شباط من عام 1916 بين عشائر المناطق المحيطة بقيادة خيون آل عبيد والقوات البريطانية، وتكبدت بسببها بريطانيا خسائر عدة.

## خلفية
بعد بدء الحرب العالمية الأولى وإعلان بريطانيا العظمى الحرب على الدولة العثمانية بدأت عملية احتلال واسعة لأراضي العراق التي كانت حينها تابعة للدولة العثمانية وفي هذه الأثناء حوصرت قوات بريطانية في كوت العمارة مما جعل بريطانيا تبذل أقصى الجهد لفك الحصار عبر الهجوم واحتلال مناطق شمال الناصرية أو قضاء الفجر، وبعد أحداث معركة باهيزة التي خسر بها البريطانيين بسبب المقاومة الشرسة من القبائل العراقية أشار الجنرال بروكنك إلى الإنسحاب من البطنجة فأرسل وحدة عسكرية لتأمين الإنسحاب.

## الهجوم على القوات البريطانية
لم تتقدم القوات البريطانية كما كان مقرر لفك حصار الكوت بسبب ما لاقوه من مقاومة في معركة باهيزة، وفي هذه الاثناء ارسلت الدولة العثمانية 200 صندوق عتاد حربي للشيخ خيون العبيد  مما حفزه للهجوم على القوات البريطانية.
وكان لكاطع ال بطي شيخ ال ازيريج الدور الكبير في هذه المعركة فانه كان يخبر العشائر بتحركات الحملة البريطانية في وقت كانت تضنه بريطانيا صديق لهم وقام بالدور نفسه الذي كان يقوم به في معركة باهيزة، مستفيدا بخبرته لكونه خدم كضابط احتياط في الجيش العثماني،كما عرف عنه اجادته للغة التركية.
لقد اجمعت العشائر من حدود قلعة سكر الى الناصرية بمقاومة الإنكليز فكتبوا رسالة
"اننا قادمون الى الغراف، فمن كان معنا فنعمت، ومن لم يكن فليبد لنا صفحته، فاجاب القوم انا لا نصير مع الانكليز ما دامت الراية الإسلامية ثابتة مع العثمانيين."
واشتركت عشائر خفاجة والعبودة وال ازيريج والشويلات والبو سعد وبني زيد وبني ركاب وبني مالك والمراشدة في هذه المعركة. 
وكانوا ينتظرون تقدم القوات البريطانيين المعسكرين في البطنجة، وبتاريخ 7 شباط 1916 بلغهم ان البريطانيين قوضو مضاربهم، ويريدون الرجوع الى الناصرية، وكانت العشائر على اتصال مع عشيرة خفاجة، ونشبت المعركة واستعمل البريطانيون مدافعهم ، فهبت العشائر وقاتلتهم حتى دفعتهم الى الناصرية، وقد اضطروهم الى التوقف فباتو في العراء في تلك اليلة وقد اشتركو فيها ال ايزيرج وخفاجة الذين كانو متمركزين خلف البريطانيين، وقد ضن البريطانيين انهم امنو جانبهم، وفي اليوم التالي طاردت القوات العشائرية البريطانيين وكان في المقدمة خيون آل عبيد، ونشبت عند ذلك معركة ضارية استمرت طيلة النهار استعملت فيها السلاح الابيض مثل الخناجر والمكوار والبنادق حتى اضطرت بريطانيا الى الانسحاب والاحتماء بسور الناصرية وترك الخنادق التي حفروها على الطريق وكان الكثير من المشاركين اتين لنهب الاسلحة البريطانية المتطورة وبيعها.

## نتائج المعركة
لقد اثرت المعركة على معنويات البريطانيين ومنعتهم من فك حصار كوت العمارة وقد واصل خيون آل عبيد معاركهم مع البريطانيين في البطائح والسويج الطبرية وتل ام الملح، التي اصبح نتيجتها خيون ال عبيد من الشخصيات المعروفة والمحبوبة، كما كانت لها الاثر في قلوب الناس في مناطق الفرات الاوسط مما حفز قائم مقام النجف العثماني بانشاء ميليشيات مسلحة وعندما سمع سكان اهل المجرة بهذه المعركة اطلقوا النار على القبطان (ايدي)عامل سوق الشيوخ مما زاد روح الانتفاضة لديهم.
وافادت هذه الظروف خيون آل عبيد بلانفراد بحكم الشطرة والقيام بعدة قرارات غريبة.
وعلى الرغم من كثرة النتائج واهميتها الا ان البريطانيين لم يقفوا مكتوفي الايدي فقامت احدى الطائرات البريطانية في 9 تشرين الأول عام 1916 بقصف الأحياء السكنية في مدينة الشطرة، وقامت بالقاء 7 قنابل، وكثفت ايضا حملاتها الجوية على منطقة الغراف، لا سيما خلال تشرين الثاني ففي صباح يوم السبت 7 تشرين الثاني حلقت في سماء البدعة طائرتان والقتا اربع قنابل على الصديفة وبتاريخ 13 تشرين الثاني مرت على الشطرة طائرتان عثمانتيان قادمات من منطقة الحي والقتا قنابل عدة على المعسكر البريطاني وتسببت بقتل 4 جنود وضابط وقطعت رؤس بعض الخيل، وبتاريخ 15 تشرين الثاني ظهرت في سماء البدعة طائرة بريطانية كبيرة القت قنابل لكنها لم تنفجر
وبتاريخ 29 نيسان 1916 استسلمت القوات المحاصرة في كوت العمارة.
وعلى الرغم من الانتصارات العدة الا ان ذي قار احتلت بعدهة بفترة وجيزة وسيطر البريطانيون عليها بعد مجيئهم بقوة كبيرة واستمر خط الاحتلال حتى سقوط بغداد، ولاحقا سقوط العراق باكمله والدولة العثمانية.

## المعركة في الشعر العراقي
افتخر العراقيون بمعاركهم في الاهازيج (الهوسات) والشعر الشعبي والفصيح وحصلت هذه المعركة على نصيبها من الافتخار والابيات الشعرية فقال عبد المطلب الحلي
"اخيون ان العرب القت العصا
وبانت على راي هو السلم لا الحرب
وهان عليها دنيها وديارها
وليس فتى الاك تعلو به العرب
فشمَر الى الحرب العوان بهمة
اذا هممت امرا له السهل الصعب
همو منعوا يوم (السويج) حريمهم
بيض الضبا من ان يراع لهم سرب
في يوم (ام الملح) ابقو ماثرا
من المجد فيها لم تزل تفخر العرب
غداة البريطاني قد قاد جحفلا
لها ما به نار المدافع لا تخبو
فردوه للاعقاب خزيان ناكصا
هوى وفيه الاسر والقتل والسلب"
وقال الشاعر جاسم آل محمد آل جلاب
" هاي البطنجة يومن تلاكينة
سحب جرار وبيه اليوم سوينه
سحب جرار جيش وبلفعل سكناه
وخربنه النظام من اختلطنا وياه
(هاملتن) شرد لليوم ما شفناه
اسف يا حيف دم ما حصل منه
اسف يا حيف عن الفعل متاخرين
واحنة اهل الفعل باركابنه مضحين"
وعدة قصائد اخرى لا طائل من ذكرها